# Tabla dinámica
Una tabla dinámica (también llamada tabla pivote, pivot table, en inglés) es una tabla-resumen (datos dispuestos en filas y columnas) que agrupa datos procedentes de otra tabla o base de datos de mayor tamaño. Se usa como herramienta para el procesamiento de grandes cantidades de datos.
Las tablas dinámicas son capaces de clasificar, contar, totalizar o dar la media de forma automática de los datos almacenados en una Tabla (base de datos) o una hoja de cálculo, entre otras funciones estadísticas. Los resultados se muestran en un segundo cuadro de información (la propia tabla dinámica) que muestra los datos resumidos y ordenados de forma efectiva y comprensible.